# Peter Abrams
Peter Abrams (geb. vor 1987) ist ein US-amerikanischer Filmproduzent. Er begann seine Laufbahn im Filmgeschäft als Filmproduzent Mitte der 1980er Jahre. Bis heute war er an mehr als 50 Filmproduktionen beteiligt.

## Filmografie (Auswahl)
- 1987: The Killing Time
- 1993: Warlock – Satans Sohn kehrt zurück (Warlock: The Armageddon)
- 1991: Gefährliche Brandung (Point Break)
- 1995: Knightskater – Ritter auf Rollerblades (A Kid in King Arthur's Court)
- 1998: Die nackte Wahrheit über Männer und Frauen (Denial)
- 1998: Der beste Vater der Welt (Billboard Dad)
- 1999: Eine wie keine (She's All That)
- 2000: Blood Surf – Angriff aus der Tiefe
- 2000: Top Secret – Zwei Plappermäuler in Australien (Our Lips Are Sealed)
- 2000: Das Glücksprinzip (Pay It Forward)
- 2001: Weil es Dich gibt (Serendipity)
- 2001: Tangled
- 2001: Wedding Planner – Verliebt, verlobt, verplant (The Wedding Planner)
- 2002: Party Animals – Wilder geht’s nicht! (National Lampoon’s Van Wilder)
- 2004: Teen Cop (Underclassman)
- 2005: Die Hochzeits-Crasher (Wedding Crashers)
- 2006: Employee of the Month
- 2007: The Comebacks
- 2009: Old Dogs – Daddy oder Deal (Old Dogs)
- 2009: Party Animals 3 – Willkommen auf der Uni (Van Wilder: Freshman Year)